# Amándote (canción)
«Amándote» es una canción interpretada por la cantante mexicana Thalía, incluida en su cuarto álbum de estudio, En éxtasis (1995) y lanzada como el segundo sencillo del álbum en noviembre de 1995. Fue escrita por A.B. Quintanilla y Ricky Vela. El video musical para este sencillo cuenta con un cameo del cantante español Julio Iglesias y fue dirigido por los directores Peter Bergman y Germano Saracco.

## Información general
Después de firmar un contrato con EMI Music a principios de 1994, Thalía y su nueva disquera planearon un cambio de imagen en el repertorio de la cantante para llegar a una audiencia aún mayor de la que había ganado con Love, que fue su álbum más vendido en su país natal, México, con 500.000 copias vendidas. Para la nueva etapa de su carrera, Thalía contó con la colaboración de varios compositores de renombre, como el productor Emilio Estefan, quien produjo el primer sencillo del álbum En éxtasis, titulado «Piel morena», que se convirtió en la primera canción de la cantante en entrar en las listas latinas de Billboard.
Para el segundo sencillo se eligió la canción «Amándote», una composición de A.B. Quintanilla y Ricky Vela que recibió críticas favorables por parte del sitio web Allmusic y por el crítico Joey Guerra del sitio web Amazon.com. El nombre del álbum proviene después de la letra de la canción en la que canta: «Amándote, quiero vivir, cada hora en éxtasis». Originalmente, la canción iba a ser para la cantante Selena, pero no pudo grabarla debido a su fallecimiento en 1995. El compositor de la canción, A.B. Quintanilla, hermano de Selena, terminó por dársela a Thalía, quien la grabó para su cuarto álbum, En éxtasis.[cita requerida]

## Video musical
En el video musical de «Amándote», Thalía usa un bikini rosa y esta en la playa, juega voleibol de playa con 2 chicas en bikinis para las 2 chicas de 2 pieles étnicas una el de raza trigueña de marfil en bikini a rombos grises y plomos y otra el de raza negra afrodescendiente de ébano en diminuto bikini verde lima y 2 chicos en shorts y agarra a uno de aquellos y patinan, ya que Thalia usan un top de licra negro formal deportivo y un short formal deportivo con cinturón negro y también dos patines de cuatro ruedas pequeñas y patinan. Después se la ve con una blusa amarilla y shorts negros en una discoteca. Este video fue filmado en Miami, Florida. El cantante español Julio Iglesias realiza un cameo en el video.

## Versiones
1. Album Version (3:48) Productor: Oscar López
2. Radio Dance Version (3:33) Productor: Marteen
3. House Latino Mix (7:53) Productor: Marteen y Johnny Tapatimix
4. Tapatimix (4:41) Productor: Oscar López y Johnny Tapatimix

## Listas
La canción alcanzó la posición número cuatro en la Ciudad de México.